# Billericay
Billericay è una città di 40 000 abitanti della contea dell'Essex, in Inghilterra.

## Amministrazione

### Gemellaggi
- Chauvigny, Francia
- Billerica, Stati Uniti
- Fishers, Stati Uniti